# Mistrzostwa Nordyckie w Zapasach 1983
Mistrzostwa odbyły się 26 marca 1983 roku w duńskim mieście Næstved.

## Tabela medalowa
Gospodarz zawodów został zaznaczony kolorem.
| Poz. | Państwo   |    |    |    | Łącznie |
| ---- | --------- | -- | -- | -- | ------- |
| 1    | Szwecja   | 7  | 2  | 0  | 9       |
| 2    | Norwegia  | 3  | 3  | 4  | 10      |
| 3    | Finlandia | 0  | 3  | 2  | 5       |
| 4    | Dania     | 0  | 2  | 4  | 6       |
|      | Łącznie   | 10 | 10 | 10 | 30      |

## Wyniki

### Styl klasyczny
| Konkurencja            | Złoto                 | Srebro                 | Brąz            |
| Kategoria do 48 kg     | Patrik Magnusson      | Danny Mankowitz        | Anders Hansen   |
| Kategoria do 52 kg     | Jon Rønningen         | Per Nielsen            | Taisto Halonen  |
| Kategoria do 57 kg     | Mikael van Ampt       | Ole Petter Kristiansen | Bjarne Nielsen  |
| Kategoria do 62 kg     | Morten Brekke         | Markku Kitterfeldt     | Lars Fonnesbech |
| Kategoria do 68 kg     | Gerry Svensson        | Jaakko Talvitie        | Atle Stoeve     |
| Kategoria do 74 kg     | Roger Tallroth        | Tapio Sipilä           | Jan-Roger Olsen |
| Kategoria do 82 kg     | Klaus Mysen           | Lennart Lundell        | Timo Lehto      |
| Kategoria do 90 kg     | Frank Andersson       | Toni Hannula           | Arnt E.Andersen |
| Kategoria do 100 kg    | Karl-Johan Gustavsson | Allan Karng            | Ove Gundersen   |
| Kategoria ponad 100 kg | Tomas Johansson       | Roy Fjellbu            | Oluf Kristensen |